# مارك سيدغويك
مارك سيدغويك (بالإنجليزية: Mark Sedgwick)‏ هو أستاذ مشارك ومؤرخ بريطاني، ولد في 20 يوليو 1960 في لندن في المملكة المتحدة.